# Gerhard Zemann
Gerhard Zemann (ur. 21 marca 1940 w Wiedniu, zm. 14 kwietnia 2010 w Salzburgu) – austriacki aktor filmowy. Ukończył Mozarteum. Grał postać patologa Leo Grafa w 121 odcinkach serialu kryminalnego Sat.1 Komisarz Rex (Kommissar Rex, 1994–2004, 2009). Pojawił się także w jednym z odcinków serialu Tatort: Ostwärts (1994) jako agent celny. Zmarł na zawał mięśnia sercowego w wieku 70 lat.